# Selside Beck
Der Selside Beck ist ein Wasserlauf im Lake District, Cumbria, England.
Der Selside Beck entsteht an der Westseite des Arnsbarrow Hill und fließt in westlicher Richtung bis zu seiner Mündung in das Coniston Water.